# 史廣多

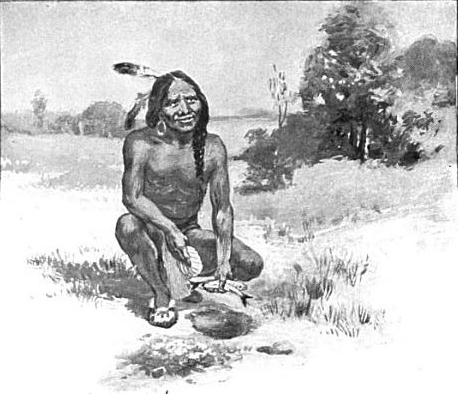
史廣多

史廣多（英語：Squanto，又名Tisquantum，1585年1月1日—1622年11月30日），是一位美国帕图西特部落原住民。他是帮助朝圣者度过在新大陆第一个冬天的两个印地安人之一（另一人叫Samoset）。他是帕图西特部落的成员，Patuxet部落是万帕诺亚格联盟的分支部落。
史广多曾被掳作奴隶，在欧洲为奴时学习了英语，在被西班牙人解放後皈依天主教。